# Marxistická geografie
Marxistická geografie je kritická geografie, založená na marxismu, která zkoumá prostorové vztahy v rámci socioekonomická geografie. Je radikální vůči pozitivistické prostorové vědě a základním mechanismům kapitalismu a vykořisťování, které vidí jako základ prostorového uspořádání obyvatelstva. Proto také mladí marxističtí geografové prosazovali společenské změny a prostřednictvím aplikace geografické analýzy sociálních problémů měli za cíl zmírnit chudobu a vykořisťování v kapitalistické společnosti. Za hlavního zastánce marxistického hnutí v socioekonomická geografii je považován kvantitativní geograf David Harvey, který rozvinul marxistickou geografii na začátku 70. let 20. století.
Snaží se vysvětlit a také měnit svět. Marxismus vidí lidské bytosti postupně se transformující z fáze do fáze, až dokud nedosáhnou sociální dokonalosti, a tato transformace je chápána jako cíl vůči společnosti, která by měla být dynamická. Tato změna je důsledkem dialektického procesu střetu mezi protichůdnými silami a vyzdvihuje novou syntézu, která je opět v rozporu, a tak můžeme pokračovat dále. Síly utvářející společnosti, jsou vnímány jako subjekty, které zahrnují kapitál, pracovní sílu, kapitalismus a dalších způsobů výroby, stav, třídu, společnost i trh.
Marxistická geografie zdůrazňuje dialektický vztah mezi sociálními procesy a přírodním prostředím a také prostorové vztahy. To se týká způsobů výroby, která je základem nadstavby společnosti. Vidí prostorové a ekologické problémy, jako je ničení přirozeného prostředí a nerovnoměrný rozvoj hluboce zakořeněný v kapitalismu. Je zaměřen na změny v základní struktuře společenských procesů tím, že mění proces fungování výroby. Marxistická geografie také studuje vnitřní rozpory kapitalismu, jak se vyskytují v krajině a jak se vztahují ke každému individuálně. Příkladem může být měnící se struktura a rozpory kapitalismu. Zásadní rozpor v kapitalistickém státě je takový, který se snaží vytvořit lepší podmínky financované z daní. Tím tedy vyšší poptávka po surovinách přináší vyšší náklady. Další výstup tedy neodmyslitelně vede k většímu znečištění životního prostředí. Tam je ale zároveň vyžadována přísná kontrola znečištění a náklady opět rostou. Výsledkem toho jsou jen nadnárodní společnosti z průmyslových oblastí, které musejí neustále hledat nová prostředí pro rozvoj.
Dosažení výše zmíněných cílů záviselo do značné míry na marxistické sociální a ekonomické teorie, které vycházejí z marxistické ekonomie a pojetí historického materialismu. Marx své teorie používal i ke zkoumání ovlivňování prostorových vztahů třídou, kdy důraz kladl na strukturu a strukturální mechanismy. Tento aspekt přinesl společnosti výsledky i kritiku. Ta spočívala především v etnocentrické a patriarchální povaze a determinističnosti z důvodu omezení struktury rozmístění skupin lidí. Většina kritiky pocházela z humanistické geografie zaměřující se na lidskou vůli a autonomii při vysvětlování geografických problémů. Mimo to byla marxistická geografie také předmětem kritiky historického materialismu a jeho použitelnost pro moderní postindustriální a kapitalistickou společnost a kritice se nevyhlo ani její zanedbávání otázky životního prostředí. To vše dovršují další odpůrci, postmodernisté, kteří odmítají jakékoli zastřešující teorie.